# Станіслав Ян Канти Стадницький
Станіслав Ян Кантій Стадницький (пол. Stanisław Jan Kanty Stadnicki 28 лютого 1848, Львів — 16 січень 1915 Відень) — польський граф, великий землевласник, депутат Галицького крайового сейму, довічний член австрійської палати панів.

## Біографія
Представник польського дворянського роду Стадницький герба «Шренява без хреста». Старший син графа Едварда Марії Адольфа Стадницького (1817—1902) і графині Людгарда Мнішек (1823—1911). Випускник гімназії Святої Анни в Кракові. У 1865-1869 роках вивчав право в Ягеллонському університеті в Кракові.
Поміщик, власник маєтку Крисовичі під Мостиська . Член і активіст Галицького сільськогосподарського товариства. В 1887 році виконував функції голови Перемишльського округу, потім — член комітету Галицького сільськогосподарського товариства (23 червня 1889 — 12 червень 1890), його віце-президент (12 червня 1890 — 30 червень 1900) і президент (30 червня 1900 -18 червня 1903) . У 1878 році граф Станіслав Стадницький увійшов до складу повіту ради і повітового відділу Мостиська з групи великих поміщиків. У 1882 році він був головою комітету Виставки аграрно-промислової галузі. Також — головою окружного відділу Галицького кредитного товариства в Мостиську (займав пост до самої смерті) і вступив до Галицьке лісове товариство. У 1882 році був обраний депутатом на крайовий сейм з курії гмін від округу Мостиська. У наступній каденції сейму (1889—1895) працював у комісії народного господарства, в цій комісії він працював також в наступних каденціях сейму. У січні 1898 року він був нагороджений Орденом Залізної Корони 2-го класу . З 1901 року Станіслав Стадницький був членом ради директорів Галицько-Буковинського акціонерного товариства цукрової промисловості в Пшеворськ .
Безкомпромісна позиція Стадницького щодо реформи виборчого права в Галичині, представлена в ході сеймової дискусії в листопаді 1905 року, була широко почута. Побоюючись посилення впливу українських радикалів в Східній Галичині, він виступав проти принципів універсальності і прямих виборів.
1 грудня 1905 року Станіслав Стадницький був призначений довічним членом палати панів парламенту Австро-Угорщини. У виборах до сейму 1908 року українські та польські селянські активісти боролися з ним настільки ефективно, що він не отримав мандат курії гмін в своєму окрузі. Однак, завдяки негласним зусиллям губернатора Анджея Потоцького, він був вибраний до курії великих поміщиків в Стрийському окрузі.
З 1909 до початку війни в 1914 році Станіслав Стадницький займав пост голови відділу повітової ради в Мостиській . У 1910 році він був призначений чинним таємним радником. Знову обраний в 1913 році депутатом з курії великих власників, на цей раз в Перемишльський окрузі, працював в комісії з підготовки підготовці остаточного варіанту виборчої реформи, захищаючи інтереси польської меншини в Східній Галичині. До 1914 року він був президентом правління Галицького мисливського товариства . Після початку Першої світової війни він вступив до Верховного національного комітету.
Граф Станіслав Ян Канти Стадницький помер після нетривалої хвороби у Відні. Похорон відбувся 19 січня 1915 року в Відні, після чого був похований на тамтешньому центральному кладовищі .
7 серпня 1878 року в маєтку Рудники Станіслав Стадницький одружився з графинею Отільдою Отілією Марією Борковською (20 жовтня 1857—1930), дочкою графа Влодзімежа Маріана Марії Борковського (1819—1886) та Валерії Слонецької (1829—1918). У подружжя був єдиний син:
- Граф Станіслав Адам Стадницький (7 грудня 1878—1952), депутат Галицького сейму 10-го скликання (1913—1914), останній власник маєтку Крисовичі . Був одружений з 1914 року з акторкою театру Оленою Лазаревич (1880—1939).